# IBurst
iBurst（アイバースト）は、無線通信技術の規格の一つ。"i-BURST"と表記されることもある。
ハンドオーバーの良さや周波数利用効率の高さ、IPネットワークとの高い親和性や通信品質、そして低コストを売りにしている。
京セラとArrayCommの共同開発である。
2014年初頭までに京セラ及びArrayCommは当規格関連のWebページを削除、規格推進団体のiBurst Associationは団体自体のWebページを閉鎖している。

## 規格詳細
- 想定周波数帯:800MHz～2.5GHz
- 変調方式:TDMA/FDMA/SDMA/TDD

アップリンクとダウンリンクを非対称に3スロットに分割（TDMA/TDD）
5MHzの場合、8波に分割した上で使用(FDMA)
同一周波数に3チャネルを多重化(SDMA)
- 伝送速度:下り最大1061kbps 上り最大346kbps
- 1基地局あたりのトータルスループット:24Mbps(周波数帯域が5MHzの場合)
- ハンドオーバー:時速100km可

## 標準規格・技術勧告
- ANSI HC-SDMA 〔ATIS-0700004.2005〕(2005年9月14日承認)
- ITU-R M.1801 〔RecDoc 8/167(Rev.1 Annex.4 III〕(2007年3月28日承認)
- IEEE 802.20 625k-MC Mode (2008年6月12日承認)（iBurstがベース）

## 商用サービス運用中の国・地域
- アゼルバイジャン
- アメリカ合衆国
- ウガンダ
- オーストラリア
- オランダ
- カナダ
- ガーナ
- ケニア
- コンゴ民主共和国
- スロベニア
- タンザニア
- ノルウェー
- マレーシア
- 南アフリカ
- モザンビーク
- ルワンダ
- レバノン

(2008年6月時点)

## 商用サービス計画中の国・地域
- インド
- インドネシア
- オマーン
- キプロス
- 中華人民共和国
- ナイジェリア
- ブルネイ
- ボツワナ
- ロシア

(2008年6月時点)